# Дебора Карти-Деу
Дебора Карти-Деу (англ. Deborah Carthy-Deu; род. 5 января 1966, Сантурсе) — пуэрториканская актриса

, балерина, журналистка, телеведущая, модель, фотомодель и королева красоты; победительница конкурса «Мисс Вселенная 1985 года». Она стала второй в истории «Мисс Вселенной» — уроженкой Пуэрто-Рико (после Марисоль Маларет Контрерас коронованной в 1970 году).

## Биография
Дебора Карти-Деу родилась 5 января 1966 года в районе Сантурс в городе Сан-Хуане в Пуэрто-Рико в театральной семье Рамона Карти Санчеса и Вики Санс Деу ирландско-колумбийского и испано-пуэрториканского происхождения. Её мать руководила Академией балета «Academia de Ballet y Modelaje Vicky Sanz» под именем Вики Санс; отец был оператором-постановщиком Академии.

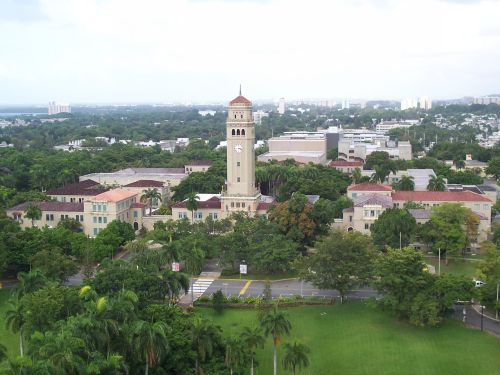
Университет Пуэрто-Рико

В девять лет она начала брать уроки балета в школе своей матер; она обучалась как классическая балерина. Дебора Карти-Деу посещала католическую начальную школу, а затем поступила в девятый класс средней школы Содружества. С тринадцати лет она проводила лето в Нью-Йорке, где также занимаясь танцами. В тринадцать лет она также прошла прослушивание в «Национальный театр балета Пуэрто-Рико» и стала частью танцевальной труппы, а затем и её солисткой. Позже она поступила в Университет Пуэрто-Рико по специальности драматургия.
Во время учёбы в колледже 22 марта 1985 года она была выбрана «Мисс Сан-Хуан», а 27 апреля 1985 года одержала победу на национальном конкурсе красоты «Мисс Пуэрто-Рико».
Победа на национальном конкурсе открыла Деборе Карти-Деу дорогу на международные соревнования и в 1985 году она поехала представлять свою страну в город Майами в американском штате Флорида в Комплексе «Найт Центр».
15 июля 1985 года состоялся конкурс красоты «Мисс Вселенная 1985 года», который вели Боб Баркер и Джоан Ван Арк. За победу на нём, кроме Карти-Деу, соревновалось 78 претенденток, но девятнадцатилетняя пуэрториканка сумела обойти их всех и была коронована своей предшественницей Ивонн Ридинг из Швеции.
После кругосветного путешествия в качестве «Мисс Вселенной» она отправилась в Аргентину, чтобы сыграть главную роль в теленовелле «El Cisne Blanco». Это позволило ей продолжить работу актрисой и супермоделью на международном уровне, а также вести телепередачи для «Univision» и «Telemundo».
Карти-Деу с отличием окончила Университет Пуэрто-Рико и получила театральную медаль, присуждаемую самому выдающемуся выпускнику ВУЗа; на специализировалась в области театрального искусства и образования. Как актриса, она работала и в театре и на телевидении, где заслужила уважение критиков своим участием как в кинокомедиях, так и в драмах.
Она владеет школой моделей, известной как «Deborah Carthy Deu Estudio y Agencia de Modelos», в которой она помогает женщинам развивать социальные навыки и самооценку, а также начать карьеру в модельном бизнесе, искусстве, на телевидении и участвовать в конкурсах красоты.
Дебора Карти-Деу провела несколько телешоу в Пуэрто-Рико, Нью-Йорке и Майами, работая как для «Univision», так и для сети «Telemundo» в телевизионных программах, таких как «Noche de Gala» («Гала-ночной бал») с Эдди Миро, Йойо Боингом, Тони Кроатто и другими артистами.

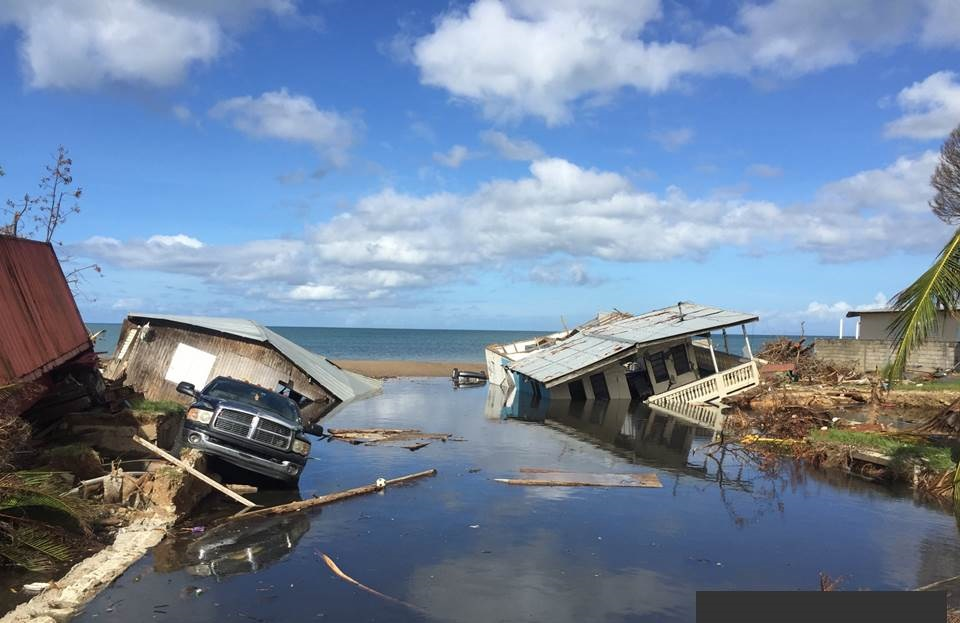
Последствия урагана «Мария»

Она вела колонку для «The San Juan Star» и делала обзор моды в развлекательном журнале «Teve Guía».
С 2003 года она участвует в выпуске новостей «Noticentro Al Amanecer», посвященном моде на WAPA.
С 2007 по 2009 год Карти-Деу организовала ремейк «Noche de Gala», спродюсированный Пакито Кордеро и транслировавшийся на телеканале «WIPR-TV».
В декабре 2017 года Дебора Карти-Деу помогла ликвидировать последствия урагана «Мария», посетив Федеральное агентство по управлению в чрезвычайных ситуациях (FEMA), чтобы проверить повреждения жилых домов и оказать посильную поддержку пострадавшим.